# Lastovičarji
Lástovičarji (znanstveno ime Papilionidae) so družina velikih dnevnih metuljev, v katero uvrščamo približno 550 opisanih vrst. Zaradi velikosti in pisanih barv so splošno znani, mednje pa sodijo tudi največji metulji na svetu iz rodu Ornithoptera, vključno z rekorderjem, vrsto Ornithoptera alexandrae z Nove Gvineje, ki preko kril meri več kot 25 cm. Največjo vrstno pestrost dosegajo v tropih, predstavnike pa najdemo na vseh celinah razen Antarktike.
Ime so dobili po izrastkih na zadnjem robu kril, ki ob mirovanju spominjajo na škarjast rep lastovk, podobno kot v nekaterih drugih jezikih (npr. angleško swallowtail). Znanstveno ime izvira iz latinske besede papilio v pomenu »metulj«.